# Meleiro
Meleiro este un oraș în Santa Catarina (SC), Brazilia.